# Maurice Bret
Maurice Bret, né le 27 novembre 1920 à Paris et mort le 7 mars 2012 est un général de corps aérien français.

## Biographie

### Famille et formation
Maurice, François, Edmond Bret, nait le 27 novembre 1920 dans le 17e arrondissement de Paris du mariage du général de brigade Félix Bret (1879-1959) et de Marie Siau (1888-1969). 
En 1941, il intègre l'École de l'air et suit les cours de l'École de guerre en 1959.
Il meurt à Aix-en-Provence le 7 mars 2012,

### Carrière dans l'armée
Après un perfectionnement aux Etats-Unis, Maurice Bret est moniteur à l'école de Cognac puis à Meknès. En 1948, il est affecté à Oran puis en Indochine en 1952
Après avoir commandé la 12e escadre de chasse à Cambrai en 1957, il est nommé commandant de la Base aérienne 103 Cambrai-Épinoy (BA103) de Cambrai en 1963. Maurice Bret est sous-chef d'état-major de l'Armée de l'air en 1970, puis en 1972 il commande la 2e Région aérienne Paris-Villacoublay. Il est nommé au Commandement de la défense aérienne et des opérations aériennes (CDAOA) à Taverny en 1974,,,. Il quitte l'armée à 56 ans fin 1976.
Maurice Bret est sous-lieutenant en 1942, lieutenant en 1944, capitaine en 1949, commandant en 1954, lieutenant-colonel en 1960, colonel en 1964, général de brigade aérienne en 1968, général de division aérienne en 1972, général de corps aérien en 1974.

### Carrière dans l'industrie
Fin 1976, Maurice Bret intègre la direction des affaires militaires de la société Matra où il retrouve le général Nguyễn Văn Hinh,

## Décorations
Le 28 septembre 1972, Maurice Bret est promu commandeur de l'ordre national de la Légion d'honneur. 
Le 13 février 1993 il est promu au grade de grand officier dans l'ordre national du Mérite puis le 6 mai 2011, il est élevé à la dignité de grand-croix. 
Il est titulaire de la croix de guerre des Théâtres d'opérations extérieurs.